# 今井達夫
今井 達夫（いまい たつお、1904年3月3日 - 1978年5月6日）は、日本の小説家。筆名は本名と同じ。

## 略歴
長男として横浜市中区野毛に生まれる。父の今井秀松は山形県西村山郡朝日町出身で、横浜で兄弟生糸商を営む。母きみは山形県東村山郡山辺町の生まれで、安達峰一郎の妹。幼年期のほとんど毎夏、鵠沼で過ごす。1910年、横浜市尋常小学校に入学。1912年秋から父の療養のため神奈川県藤沢市鵠沼海岸下鰯に転居。鵠沼尋常小学校（現在の藤沢市立鵠沼小学校）に3年生で転校。同年、父秀松が死去。1916年に鵠沼尋常小学校を卒業、同年開校の私立藤嶺中学校に1回生として入学。
1920年（大正9年）、私立藤沢中学校（1918年改称）を4年で修了し、慶應義塾大学予科に入学。同年、渋谷・常磐松の祖母しうの家に下宿。大学在学中、同人雑誌「橡」に戯曲を発表する。その後、辻潤らのダダイスムに接近した。1922年、詩集『心の風景』を大雲堂より刊行。翌1923年（大正12年）、東京で関東大震災に遭遇し、3日がかりで鵠沼の自宅に戻る。しばらく鵠沼で震災後始末のボランティア活動に従事。鵠沼の家は倒壊したので、鶴見の親戚の別荘の離れに仮住まい。1924年、大森馬込に借家。南馬込2-26-30に住み、その間馬込文士村の一員として各界名士と交流した。この間の交流録を『馬込文学村』にまとめたが、榊山潤の『馬込文士村』と同時期に出版予定だったため、校了までいったのになぜか出版されず、幻の書となった。
1926年に慶應義塾大学を中退、文筆活動に入る。博文館に入社。その後時事新報社に移る。1936年、小説「青い鳥を探す法」を5か月間「三田文学」に連載。1939年、クニ（福島市の医師の息女）と結婚。翌1940年、『青い鳥を探す法』を学藝社より刊行。同作品で第二回三田文学賞を受賞した。1942年、藤沢・鵠沼海岸3丁目10にあった「新風荘」に寓居。1945年（昭和20年）、「新風荘」が日本精工の寮に転用のため、妻の実家の福島市北町へ疎開した。終戦直後、福島県文芸家協会を設立。福島県内各地で文化講演会を開催した。
1946年に大森の妹の家に寓居、翌年に鵠沼海岸3丁目10の産婦人科の2階に寓居、同年に鵠沼海岸3丁目8の安岡章太郎の父の家の離れに転居。1951年、鵠沼松が岡3-14-9に家を建てて住んだ。鵠沼在住の作家、画家、俳優、ジャーナリスト等で「すわん會」を結成して、20年以上にわたって懇談交流の場を主宰した。鵠沼を訪れた文人たちとの交流を書いたもので、「鵠沼にゐた文人」「鵠沼物語序説」などがある。
1978年（昭和53年）5月6日、鵠沼で没。享年74。墓所は眞徳寺（時宗、遊行寺塔頭、神奈川県藤沢市西富）。眞徳寺の前住職（2009年入寂）は今井が名付け親だった。先々代は藤嶺中学の同期生で親友だった。今井の未発表作品に『遺言書』があり、墓地への思いも書かれている。

## 著書
- 詩集『心の風景』大雲堂書店 1922
- 『青い鳥を探す法』学藝社 1940（第二回三田文学賞受賞作品）
- 『七つの愛情』佃書房　1942
- 『愛情の地図』近代小説社　1942
- 『蒼穹の鷹　呂宋助左衛門』春江堂 1942
- 『虹を描く町』奥川書房　1942
- 『緑の十字路』協栄出版社　1942
- 『蘆間の星』同人社 1942年
- 『新月』講談社・日本小説新書　1943
- 『炬火 長篇小説』東光堂　1943
- 『第三戦場』鶴書房　1943
- 『明治の焔』春江堂 1944
- 『愛情の巣』都祥閣 1945
- 『覆面怪投手』春江堂 1948
- 『恋の眸』文雅堂　1948
- 『緑の女』松和書房　1948
- 『熱球空を射つ』偕成社 1950
- 『虹を踏む女』豊文社　1954
- 『花なれば匂う』和同出版社 1955
- 『薔薇の肌』和同出版社　あきつ書店 1955
- 『美貌への招待』北辰堂 1955
- 『女の旅路』和同出版社 1956
- 『妖鳥の呪詛』講談社ロマンブックス 1958
- 『黒い窓』講談社ロマンブックス 1958
- 『乱れる月』文芸評論新社 1959
- 『鉄ひとすじ 評伝西山弥太郎』アルプス 1962
- 『水上瀧太郎』フジ出版社 1968、新版1984

### 雑誌掲載
- 「蝙蝠の如く、劇場幻想」 『文藝通信』 1925年
- 「馬」 『文藝通信』 1926年
- 「先きに送る気持」 『三田文学』 1935年
- 「二十世界」 『三田文学』 1935年
- 「鵠沼にゐた文人」 『報知新聞』 1935年
- 「青い鳥を探す法」 『三田文学』 1936年
- 『炬火(たいまつ)』 1938年
- 「年齢」 『三田文学』 1942年
- 「美しき魔手」 『新青年』 1949年
- 「蟇石小屋事件」 『探偵クラブ』 1951年
- 「岬の白い洋館」 別冊『宝石』60号 1956年
- 「灯籠屋敷」 別冊『宝石』86号 1959年
- 『鉄ひとすじ　－評伝西山彌太郎－』アルプス 1962年
- 「萼と石蕗の間」 別冊『宝石』90号 1964年
- 「黒い瞳の焔」 別冊『宝石』92号 1969年
- 「昔の鵠沼抄」 『文芸広場』20号 1972年
- 「ひとり狼・山本周五郎」 『研究・山本周五郎』 1973年
- 「王様」 『大衆文学大系〈30〉短篇』 1973年
- 「ジャアナリズム関係―三田文壇の人たち」 『三田評論』 1975年
- 「鵠沼物語序説」 『山紫水明』 1978年
- 「花蔭の座」 別冊『宝石』96号 1980年
- 「鏡の中の眉」 別冊『宝石』98号 1980年
- 「お兄ちゃま」 別冊『宝石』100号 1980年

## 映画原作
- 荒れ狂ふ剣戟王　製作＝タカマツ・アズマプロダクション 1927年
- 明日天気になあれ　製作＝松竹キネマ 1929年